# 발더스 게이트 II: 인핸스드 에디션
《발더스 게이트 II: 인핸스드 에디션》는 빔독이 제작한 2013년 롤플레잉 비디오 게임이다. 바이오웨어의 2000년 게임 《발더스 게이트 II: 섀도스 오브 암》의 리메이크로, 본편과 확장팩 《발더스 게이트 II: 쓰론 오브 바알》을 수록하고 신기능을 추가했다. 마이크로소프트 윈도우 및 OS X 플랫폼으로 개발돼 2013년 11월 15일 처음 출시됐다.
《발더스 게이트: 인핸스드 에디션 (2012)》과 마찬가지로 빔독의 부서 오버홀 게임스가 개발했으며 게임 엔진을 개선하고 편의기능을 추가한 등 개선사항들이 있다. 2019년 10월 15일, 스카이바운드 게임스가 개발한 콘솔판이 닌텐도 스위치, 플레이스테이션 4 및 엑스박스 원으로 발매됐다.

## 반응
《발더스 게이트 II: 인핸스드 에디션》 컴퓨터판은 리뷰 애그리게이터 웹사이트 메타크리틱에서 78/100점을 기록해 "대체적으로 긍정적인 평가"를 받았다.

## 참조

### 내용주
1. ↑  영어: Baldur's Gate II: Enhanced Edition